# Nbrai
NBrai는 무료 멀티미디어 콘텐츠 저작도구 소프트웨어의 이름이다. 어도비 플래시처럼 인터랙티브한 액션기능을 가진 멀티미디어 파일을 만들어낸다. 엔브라이(NBrai)는 매나프로(MannerPro)사의 3D 기반 멀티미디어 콘텐츠 저작도구이다. 엔브라이(NBRAI)는 N-Script라는 파스칼 프로그램밍 언어 형태의 프로그래밍 언어를 지원하며, 지원 파일 포맷으로는 .nsp, .nmo이 있다.